# 霍乱
| ウィキペディアには「霍乱」という見出しの百科事典記事はありません（タイトルに「霍乱」を含むページの一覧/「霍乱」で始まるページの一覧）。 代わりにウィクショナリーのページ「霍乱」が役に立つかもしれません。 |